# 五法
五法，是佛学术语，有兩種說法：
1. 出自說一切有部《品類足論》：色、心、心所法、心不相應行、無為法。
2. 出自《入楞伽经》第七卷：相（梵文：Nimitta）、名（Nāma）、分别（Vikalpa）、正智（Samyagjñāna）、真如（Bhūtatathatā）。

## 詞意
- 相：因缘而生、呈现各种相状之有为法
- 名：现象界有为法所立之假名
- 分别：由上述相、名二法所起虚妄分别心
- 正智：随顺契合自觉圣趣，不断不常，妄念不生
- 真如（如如）：即是一切存在之本体，亦即如实平等之真理

前三者为迷法，后二者为悟法